# Jok Tanjong
Jok Tanjong is een bestuurslaag in het regentschap Pidie van de provincie Atjeh, Indonesië. Jok Tanjong telt 584 inwoners (volkstelling 2010).